# Grande Prêmio de Chantal Biya
O Grande Prêmio de Chantal Biya (oficialmente: Grand prix Chantal Biya) é uma carreira ciclista por etapas cameronesa. Toma o seu nome da esposa do presidente dos Camarões, Paul Biya.
A sua primeira edição de 2001 foi completamente amador. Desde 2006, faz parte do UCI Africa Tour, dentro da categoria 2.2 (última categoria do profissionalismo).
Tem de 2 a 4 etapas, às vezes com um prólogo ou critérium prévio não oficial em Yaundé um dia antes do começo da carreira. Sempre finaliza na sua capital: Iaundé

## Palmarés
Em amarelo: edição amador.
| Ano  | Ganhador           | Segundo              | Terceiro              |
| ---- | ------------------ | -------------------- | --------------------- |
| 2001 | François Tala      | Owono Owono          | Martinien Tega        |
| 2002 | Owono Owono        | Abdul Wahab Sawadogo | Stéphane Decroy       |
| 2003 | Jianshi Luo        | Martinien Tega       | Koji Fukushima        |
| 2004 | Sébastien Duclos   | Martinien Tega       | Yukiya Arashiro       |
| 2005 | Joseph Sanda       |                      |                       |
| 2006 | Flaubert Douanla   | Frédéric Geminiani   | Martinien Tega        |
| 2007 | Peter van Agtmaal  | Julien Gonnet        | Scott Lyttle          |
| 2008 | Thomas Rostollan   | Florent Barle        | Flaubert Douanla      |
| 2009 | Peter van Agtmaal  | Joseph Sanda         | Sylvain Georges       |
| 2010 | Martinien Tega     | Hervé Raoul Mba      | Sébastien Gaultier    |
| 2011 | Yves Ngue Ngock    | Marek Canecky        | Sébastien Reichenbach |
| 2012 | Alexandre Mercier  | Aurélien Gay         | Pavol Polievka        |
| 2013 | Yves Ngue Ngock    | Alexandre Join       | Bolodigui Ouattara    |
| 2014 | Mekseb Debesay     | Essaïd Abelouache    | Clovis Kamzong        |
| 2015 | Mouhssine Lahsaini | Jérémie Nzeke        | Endrik Puntso         |
| 2016 | Martial Roman      | Simon Guglielmi      | Hervé Raoul Mba       |
| 2017 | Clovis Kamzong     | Jan Andrej Cully     | Martin Mahďar         |
| 2018 | Juraj Bellan       | Clovis Kamzong       | Isiaka Cissé          |
| 2019 | Azzedine Lagab     | Marek Čanecký        | Arjan Hofman          |

## Palmarés por países
| País          | Vitórias |
| ------------- | -------- |
| Camarões      | 8        |
| França        | 3        |
| Países Baixos | 2        |
| China         | 1        |
| Suíça         | 1        |
| Eritreia      | 1        |
| Marrocos      | 1        |
| Eslováquia    | 1        |
| Argélia       | 1        |